# ابن الفخار الحضرمي
أبو عبد الله محمد بن الحسن بن كامل المالَقي الحَضرَمي المعروف بـابن الفَخّار الحضرمي (؟ - فبراير 1145) كاتب وشاعر أندلسي من أهل القرن الخامس الهجري/ الثاني عشر الميلادي. كان من أعيان مالقة وغنيًا، عرف بـ«صاحب نصف الربض»، وكاتبًا بليغًا وشاعرًا مطبوعًا. كانت بينه وبين بني حسون منازعة، فخرج فارًا عن مالقة خوفًا منهم. توفي في مسقط رأسه أو بالمغرب. 

## سيرته
هو أبو عبد الله محمد بن الحسن بن كامل المعروف بابن الفَخّار الحضرمي المالقي، ويُعرَف أيضًا بابن نصفِ الرَبَض. عرف بأنها كان من أعيان طائفة مالقة. وكانت بينه وبين بني حسون معارضة، فخرج فارًا عن مالقة خوفًا منهم. قال أبو العباس أصبغ في كتابه «فأجلسوا عليه الرصائد وضيقوا عليه الوصائد، حتى سيق إليهم، وهو مصفَّدٌ في الحديد، يرثي له القريب والبعيد. فلم يزل يستعطفهم من السّجن.» 
توفي بمالقة أو في المغرب في شهر شعبان سنة تسع وثلاثين وخمسمائة/ فبراير 1145. 

## مهنته
كان ابن الفخّار المالقي فقيهًا وأديبًا وشاعرًا، وكان يسلُكُ في الشعر مسلكاً قديمًا وجديدًا، «وله شيءٌ من توشيح العَروض لم يبلُغ إلى أن يكون توشيحًا. وفي جانب من ألفاظِه وبعض تركيبِه ضعفٌ.» وفنون شعره الفخرُ والحماسة والمدح والعِتاب والوصف. 

وومن شعره في الشيب:
وقال في الفخر: